# Modelo de efeitos fixos
Em estatística, um modelo de efeitos fixos é um modelo estatístico em que os parâmetros do modelo são quantidades fixas ou não aleatórias. Isso contrasta com os modelos de efeitos aleatórios e os modelos mistos, nos quais todos ou alguns dos parâmetros do modelo são variáveis aleatórias. Em muitas aplicações, incluindo econometria e bioestatística, um modelo de efeitos fixos refere-se a um modelo de regressão no qual as médias do grupo são fixas (não aleatórias) em oposição a um modelo de efeitos aleatórios em que as médias do grupo são uma amostra aleatória de uma população. Geralmente, os dados podem ser agrupados de acordo com vários fatores observados. As médias dos grupos podem ser modeladas como efeitos fixos ou aleatórios para cada agrupamento. Em um modelo de efeitos fixos, cada média de grupo é uma quantidade fixa específica do grupo.
Onde:

## Descrição qualitativa
Tais modelos auxiliam no controle de viés de variável omitida devido à heterogeneidade não observada quando essa heterogeneidade é constante ao longo do tempo. Essa heterogeneidade pode ser removida dos dados por meio de diferenciação, por exemplo, subtraindo a média do nível de grupo ao longo do tempo ou tomando uma primeira diferença que removerá quaisquer componentes invariantes no tempo do modelo.
Há duas suposições comuns feitas sobre o efeito específico individual: a suposição de efeitos aleatórios e a suposição de efeitos fixos. A suposição de efeitos aleatórios é que os efeitos específicos do indivíduo não são correlacionados com as variáveis independentes. A suposição de efeito fixo é que os efeitos específicos do indivíduo estão correlacionados com as variáveis independentes. Se a suposição de efeitos aleatórios for válida, o estimador de efeitos aleatórios é mais eficiente que o estimador de efeitos fixos. No entanto, se esta suposição não se confirmar, o estimador de efeitos aleatórios não é consistente. O teste Durbin-Wu-Hausman é frequentemente usado para discriminar entre os modelos de efeitos fixos e aleatórios.

## Modelo formal e suposições
Considere o modelo linear de efeitos não observados para {\displaystyle N} observações e {\displaystyle T} períodos de tempo:
{\displaystyle y_{it}=X_{it}\mathbf {\beta } +\alpha _{i}+u_{it}} para {\displaystyle t=1,\dots ,T} e {\displaystyle i=1,\dots ,N}
Ao contrário do modelo de efeitos aleatórios, onde o não observado {\displaystyle \alpha _{i}} é independente de {\displaystyle X_{it}} para todos {\displaystyle t=1,...,T}, o modelo de efeitos fixos (FE) permite {\displaystyle \alpha _{i}} a ser correlacionado com a matriz regressora {\displaystyle X_{it}} . Exogeneidade estrita em relação ao termo de erro idiossincrático {\displaystyle u_{it}} ainda é necessário.
- {\displaystyle y_{it}} é a variável dependente observada para o indivíduo {\displaystyle i} no tempo {\displaystyle t}.
- {\displaystyle X_{it}} é o vetor regressor variante no tempo {\displaystyle 1\times k} (o número de variáveis independentes).
- {\displaystyle \beta } é a matriz de parâmetros {\displaystyle k\times 1}.
- {\displaystyle \alpha _{i}} é o efeito individual invariante no tempo não observado. Por exemplo, a capacidade inata para indivíduos ou fatores históricos e institucionais para países.
- {\displaystyle u_{it}} é o termo de erro.

Diferentemente de {\displaystyle X_{it}}, {\displaystyle \alpha _{i}} não pode ser observada diretamente.

## Estimativa estatística

### Estimador de efeitos fixos
Como {\displaystyle \alpha _{i}} não é observável, não pode ser controlado diretamente. O modelo FE elimina {\displaystyle \alpha _{i}} rebaixando as variáveis usando a transformação dentro:
{\displaystyle y_{it}-{\overline {y}}_{i}=\left(X_{it}-{\overline {X}}_{i}\right)\beta +\left(\alpha _{i}-{\overline {\alpha }}_{i}\right)+\left(u_{it}-{\overline {u}}_{i}\right)\implies {\ddot {y}}_{it}={\ddot {X}}_{it}\beta +{\ddot {u}}_{it}}
Onde {\displaystyle {\overline {y}}_{i}={\frac {1}{T}}\sum \limits _{t=1}^{T}y_{it}}, {\displaystyle {\overline {X}}_{i}={\frac {1}{T}}\sum \limits _{t=1}^{T}X_{it}}, e {\displaystyle {\overline {u}}_{i}={\frac {1}{T}}\sum \limits _{t=1}^{T}u_{it}}.
{\displaystyle y_{it}=\lambda _{0}+X_{i1}\lambda _{1}+X_{i2}\lambda _{2}+\dots +X_{it}(\lambda _{t}+\mathbf {\beta } )+\dots +X_{iT}\lambda _{T}+e_{i}+u_{it}}

### Método Chamberlain
O método de Gary Chamberlain, uma generalização do estimador interno, substitui {\displaystyle \alpha _{i}} com sua projeção linear sobre as variáveis explicativas. Escrevendo a projeção linear como:
{\displaystyle \alpha _{i}=\lambda _{0}+X_{i1}\lambda _{1}+X_{i2}\lambda _{2}+\dots +X_{iT}\lambda _{T}+e_{i}}
isso resulta na seguinte equação:
que pode ser estimado por estimativa de distância mínima.